# Долфин, Аннетт
Аннетт Кэтрин Долфин (англ. Annette Catherine Dolphin, род. 1951, г. Мейденхед, Англия) — британский фармаколог, специалист в области нейронауки, нейрофармаколог. Профессор Лондонского университета (Университетского колледжа Лондона), член АМН Великобритании (1999) и Лондонского королевского общества (2015).

## Биография
Окончила Оксфордский университет со степенью бакалавра биохимии (1973). Степень доктора философии получила в 1977 году в психиатрическом институте Лондонского университета (Королевского колледжа Лондона) с работой по норадреналину. Была в качестве постдока заграницей, после чего присоединилась к National Institute for Medical Research в Лондоне, а позже стала лектором St George's, University of London. В 1990 году заняла кафедру фармакологии в Royal Free Hospital, ставшего в 1998 году частью UCL Medical School. Ныне она — профессор фармакологии на кафедре нейронауки, физиологии и фармакологии Университетского колледжа Лондона.
С 2015 года член AcademiaNet.
Автор работ в Nature Communications, PNAS, Journal of Neuroscience, Neuroscience, Pain, Biophysical Journal.

## Отличия
- 1986 — Sandoz Prize, British Pharmacological Society[англ.]
- 1991 — Премия Pfizer по биологии
- 1993 — G.L.Brown Prize, Physiological Society[англ.]
- 2011 — Gary Price Memorial Lecture, Британское фармакологическое общество
- 2015 — Лекция им. Мэри Пикфорд, Эдинбургский университет
- 2015 — Annual Review Prize Lecture, высшее отличие Физиологического общества Великобритании
- Julius Axelrod Distinguished Lecture in Neuroscience Торонтского университета[2]